# Meniška celica
Meniška celica je prostor, kjer menihi, ki živijo v samostanih preživijo večino svojega časa. Tam po navadi molijo. Lahko pa se odločijo, da notri ostanejo za daljši čas in bodo takrat samo molili, npr. za en teden in jim potem hrano prinesejo drugi menihi.